# Hver gang vi møtes
Hver gang vi møtes ist eine norwegische Unterhaltungsshow des Senders TV 2, die erstmals 2012 ausgestrahlt wurde. In der Musiksendung treffen sich norwegische Musiker und interpretieren jeweils Lieder der anderen neu. Im deutschsprachigen Raum ist die Show unter dem Namen Sing meinen Song bekannt.

## Showkonzept
Die Sendung basiert auf der niederländischen TV-Show De beste zangers van Nederland, die erstmals 2009 ausgestrahlt wurde. Bereits ein Jahr später folgte mit Så mycket bättre eine Ausgabe im Nachbarland Schweden, bevor 2012 das Konzept in Norwegen übernommen wurde. Noch später folgten die Sendungen Sing meinen Song in Deutschland bzw. der Schweiz.
Der Titel Hver gang vi møtes, zu deutsch „Jedesmal wenn wir uns treffen“, ist eine Zeile aus dem Lied Venner von Halvdan Sivertsen, der einer der Teilnehmer der ersten Staffel war. 
Die jährlichen Staffeln bestehen jeweils aus acht Folgen. An jeder Staffel nehmen sieben bekannte norwegische Musiker teil, die sich gemeinsam an einem bestimmten Ort treffen. Reihum interpretieren in jeder Staffel sechs Musiker Songs aus dem Repertoire des siebten live neu. In der abschließenden achten Folge singen dann meist zwei oder mehr Musiker zusammen verschiedene Lieder der Beteiligten. Ausstrahlung ist immer im ersten Quartal des Jahres. Ausnahme war die Jubiläumsstaffel 10, die 2020 am Jahresende gesendet wurde.
Die neu interpretierten Lieder und ein Album mit den Showauftritten wurden während der Staffeln auch auf verschiedenen Plattformen veröffentlicht und erreichten teilweise hohe Chartplatzierungen.
Hver gang vi møtes gewann 2012 den norwegischen Fernsehpreis Gullruten als beste neue Serie und 2012 und 2013 zwei weitere Preise als beste Unterhaltungssendung.

## Staffeln
Die Teilnehmer sind jeweils in der Reihenfolge der Folgen angegeben, in der ihre Songs nachgesungen wurden.

### 2012
Teilnehmer der ersten Staffel waren Halvdan Sivertsen, Bertine Zetlitz, Jan Eggum, Anne Grete Preus, Øyvind „Vinni“ Sauvik (Mitglied der Paperboys), Elvira Nikolaisen und Øystein „Knutsen“ Dolmen (Mitglied von Knutsen & Ludvigsen).
Mit seiner Interpretation von Sommerfuggel i vinterland – übersetzt „Schmetterling in der Winterlandschaft“ – hatte Vinni gleich in der ersten Folge einen Nummer-eins-Hit und den größten Erfolg der gesamten Serie (Auszeichnung mit 9-fach-Platin). Halvdan Sivertsen hatte das Lied 1987 auf seinem Album Ny & Naken veröffentlicht. Sivertsen kam umgekehrt mit dem Nummer-eins-Hit Lonesome Traveller von Vinnis Paperboys in die Charts, erreichte aber nur Platz 15. Vinni gelang mit einer Reggae-Version des Kinderlieds Godmorgen Norge von Knutsen & Ludvigsen in der vorletzten Folge ein zweiter Nummer-eins-Hit, mit dem er sich selbst an der Chartspitze ablöste.

### 2013
An der zweiten Staffel nahmen teil: Anita Skorgan, Morten Abel, Lene Marlin, Kurt Nilsen, Magnus Grønneberg (Mitglied der CC Cowboys), Marion Raven und Ole Paus.
Mit Lene Marlin und Kurt Nilsen waren diesmal zwei auch international bekannte Interpreten dabei. Beide konnten sich auch mit Coversongs in den Charts platzieren, ihr Duett Engler i sneen aus der Abschlussfolge war mit Platz 7 das erfolgreichste Lied der Staffel. Ole Paus hatte es zwar nicht selbst gesungen, aber zusammen mit dem Interpreten Jonas Fjeld geschrieben.

### 2014
Die dritte Staffel bestritten Øivind Elgenes (Mitglied von Dance with a Stranger), Anneli Drecker, Alexander Rybak, Simone Eriksrud, Sigvart Dagsland, Samsaya und Lars Lillo-Stenberg (auch Mitglied von deLillos).
Obwohl mit Rybak der letzte norwegische Sieger des Eurovision Song Contest (2009) dabei war, schaffte es diesmal keine Darbietung aus der Show in die Charts. Zum Abschluss der achten Folge sangen erstmals alle Teilnehmer zusammen das Lied Neste sommer (Original von deLillos von 1993).

### 2015
Die vierte Staffel wurde gestaltet von Bjarne Brøndbo (auch Mitglied von D.D.E.), Lene Nystrøm, Jonas Fjeld, OnklP (auch als Teil von Jaa9 & OnklP), Silje Nergaard, Thom Hell und Inger Lise Rypdal.
Nach Vinni in Staffel 1 schaffte es mit OnklP wieder ein Rapper, ein Lied in die Charts zu bringen, wenn auch nur auf Platz 26. Der Nummer-eins-Hit Fru Johnsen von Inger Lise Rypdal, den er neu interpretierte, stammt aus dem Jahr 1968 und ist selbst eine Coverversion von Harper Valley P.T.A. von der US-Countrysängerin Jeannie C. Riley.

### 2016
An der fünften Staffel nahmen Ravi (auch Teil von Ravi & DJ Løv), Wencke Myhre, Henning Kvitnes, Admiral P, Eva Weel Skram (auch Teil von Eva & the Heartmaker), Unni Wilhelmsen und Jørn Hoel.
Wencke Myhre (* 15. Februar 1947) war nach Øystein Dolmen (* 19. Februar 1947) und Ole Paus (* 9. Februar 1947) die dritte Musikerin bei Hver gang vi møtes vom Jahrgang 1947, aber mit 70 Jahren zum Zeitpunkt der Aufnahme die älteste Teilnehmerin. Weder ihr noch den jüngeren Mitwirkenden gelang diesmal ein Charterfolg mit einem gecoverten Lied.

### 2017
Bei Staffel sechs traten Dansken (Mitglied von Klovner i Kamp), Åse Kleveland, Ida Maria, Benny Borg (auch Mitglied der Streaplers), Margaret Berger, Hanne Sørvaag und Eldar Vågan (auch Mitglied der Vazelina Bilopphøggers) an.
Mit Jahrgang 1945 war Benny Borg der älteste Teilnehmer, der in der Show teilgenommen hat. Erneut kam kein Lied in die Charts, aber auch die Staffelcompilation war nur eine Woche in den Charts.

### 2018
Die siebte Staffel hatte folgende Teilnehmer: Tshawe Baqwa (Mitglied von Madcon), Hans Petter Aaserud (Mitglied von Trang Fødsel), Silya Nymoen, Tone Damli Aaberge, Christel Alsos, Claudia Scott und Tor Endresen.
Es war das letzte Mal, dass das Album zur Staffel in die norwegischen Charts kam.

### 2019
In der achten Staffel waren Elisabeth Andreassen (auch Mitglied der Bobbysocks), Trine Rein, Maria Haukaas Mittet, Katastrofe, Tom Mathisen (auch Teil von Viggo & Reidar), Sol Heilo (Mitglied von Katzenjammer) und Lars Bremnes (auch Teil des Geschwistertrios Kari, Ola & Lars Bremnes) zu Gast.

### 2020
Teilnehmer der neunten Staffel waren Odd Nordstoga, Aslag Haugen (Mitglied der Hellbillies), Linnea Dale, Chris Holsten, Morgan Sulele, Frida Ånnevik und Tuva Syvertsen (Mitglied von Valkyrien Allstars).
Statt einer regulären zehnten Staffel gab es noch im selben Jahr eine Jubiläumsausgabe der Show. Sie bestand wieder aus acht Folgen, diesmal traten aber 29 Interpreten auf, die bereits in einer der ersten neun Staffeln dabei gewesen waren, und sangen jeweils ein Lied eines der anderen Musiker.

### 2021
An der elften Ausgabe waren beteiligt: Maria Mena, Staysman, Hkeem, Arne Hurlen (Mitglied von Postgirobygget), Agnete Saba, Trygve Skaug und Hanne Krogh.
Nach langer Zeit waren wieder Lieder der Show in den Charts erfolgreich. Maria Mena hatte mit ihren Covern von Hkeem und Staysmann & Lazz zwei Top-5-Hits. Arne Hurlen und Hkeem selbst kamen ebenfalls in die Charts. Gemessen an der Chartwirkung war es die zweiterfolgreichste Staffel der Serie.

### 2022
Die zwölfte Staffel bestritten Tix, Maj Britt Andersen, Øystein Greni (Mitglied von BigBang), Jarle Bernhoft, Arif, Anna of the North und Myra.
Veranstaltungsort war erstmals der nordnorwegische Küstenort Kjerringøy in der Kommune Bodø. Davor hatten sich die Musiker lange Zeit auf einem ländlichen Hof in Våler nicht weit von der Hauptstadt Oslo getroffen. Die Kommune Bodø bezahlte dafür, dass die Aufzeichnung für drei Jahre nach Kjerringøy verlegt wurde, drei Millionen Kronen.

### 2023
Bei der Aufzeichnung der 13. Staffel wirkten die Künstler Bjørn Eidsvåg, Isah, Karoline Krüger, Freddy Kalas, Ingebjørg Bratland, Kristian Kristensen und Emma Steinbakken mit. Erneut wurde die Staffel in Kjerringøy aufgezeichnet.

### 2024
An der 14. Staffel waren der DJ Matoma, der Ole-Ivars-Sänger William Kristoffersen, die Highasakite-Sängerin Ingrid Helene Håvik, die samische Künstlerin Mari Boine sowie Ramón, Odin Staveland und Emelie Hollow beteiligt. Auch diese Staffel wurde in Kjerringøy produziert.

### 2025
In der 15. Staffel nahmen Carola Häggkvist, Kjartan Lauritzen, Astrid S, Ina Wroldsen, Stein Torleif Bjella, Thomas Dybdahl und Jonas Benyoub teil. Mit Carola Häggkvist gab es erstmals eine schwedische Teilnehmerin. Auch diese Staffel wurde in Kjerringøy aufgezeichnet.

## Chartplatzierungen

### Alben
| Jahr | Titel                                              | Höchstplatzierung, Gesamtwochen, AuszeichnungChartsChartplatzierungen (Jahr, Titel, Platzierungen, Wochen, Auszeichnungen, Anmerkungen) | Anmerkungen                                                                     |
| Jahr | Titel                                              | NO | Anmerkungen                                                                     |
| ---- | -------------------------------------------------- | --- | ------------------------------------------------------------------------------- |
| 2012 | Hver gang vi møtes                                 | NO1 ×2Doppelplatin · (33 Wo.)NO |                                                                                 |
| 2013 | Hver gang vi møtes – Sesong 2                      | NO1 ×3Dreifachplatin · (28 Wo.)NO |                                                                                 |
| 2014 | Hver gang vi møtes – Sesong 3                      | NO4 (6 Wo.)NO |                                                                                 |
| 2015 | Hver gang vi møtes – Sesong 4                      | NO8 (6 Wo.)NO |                                                                                 |
| 2016 | Hver gang vi møtes – Sesong 5                      | NO16 (4 Wo.)NO |                                                                                 |
| 2017 | Hver gang vi møtes – Sesong 6                      | NO27 (1 Wo.)NO |                                                                                 |
| 2018 | Hver gang vi møtes – Sesong 7                      | NO16 (1 Wo.)NO |                                                                                 |
| 2023 | Sanger fra Hver gang vi møtes: Kristian Kristensen | NO4 (4 Wo.)NO | 7 Beiträge von Kristian Kristensen inkl. Duette mit Isah und Ingebjørg Bratland |
| 2023 | Hver gang vi møtes: Karoline Krüger                | NO19 (2 Wo.)NO | 7 Beiträge von Karoline Krüger inkl. Duette mit Aslag Haugen und Freddy Kalas   |
| 2023 | Hver gang vi møtes: Emma Steinbakken               | NO4 (51 Wo.)NO | 8 Beiträge von Emma Steinbakken inkl. Duette mit Bjørn Eidsvåg und Isah         |

### Lieder
| Jahr | Titel Interpret                                 | Höchstplatzierung, Gesamtwochen, AuszeichnungChartsChartplatzierungen (Jahr, Titel, Interpret, Platzierungen, Wochen, Auszeichnungen, Anmerkungen) | Anmerkungen                                                                            |
| Jahr | Titel Interpret                                 | NO | Anmerkungen                                                                            |
| ---- | ----------------------------------------------- | --- | -------------------------------------------------------------------------------------- |
| 2012 | Sommerfuggel i vinterland Øyvind „Vinni“ Sauvik | NO1 ×9Neunfachplatin · (15 Wo.)NO | Original: Halvdan Sivertsen (1987)                                                     |
| 2012 | Twisted Little Star Halvdan Sivertsen           | NO10 (1 Wo.)NO | Original: Bertine Zetlitz (2003)                                                       |
| 2012 | Lonesome Traveller Halvdan Sivertsen            | NO15 (1 Wo.)NO | Original: Paperboys (2009)                                                             |
| 2012 | God morgen Norge Øyvind „Vinni“ Sauvik          | NO1 (19 Wo.)NO | Original: Knutsen & Ludvigsen (1983)                                                   |
| 2013 | Adieu Kurt Nilsen                               | NO9 (2 Wo.)NO | Original: Anita Skorgan & Jahn Teigen (1982)                                           |
| 2013 | Is It True Lene Marlin                          | NO18 (1 Wo.)NO | Original: Anita Skorgan (2011)                                                         |
| 2013 | Kanskje du behøver noen Lene Marlin             | NO18 (1 Wo.)NO | Original: CC Cowboys (2009)                                                            |
| 2013 | Engler i sneen Kurt Nilsen og Lene Marlin       | NO7 (2 Wo.)NO | Original: Jonas Fjeld (1989); Koautor: Ole Paus                                        |
| 2015 | Fru Johnsen OnklP                               | NO26 (1 Wo.)NO | Original: Inger Lise Rypdal (1968) / Jeannie C. Riley (als Harper Valley P.T.A., 1968) |
| 2021 | Jeg vil ikke se deg med han Arne Hurlen         | NO19 (4 Wo.)NO | Original: I Don’t Wanna See You with Her von Maria Mena (2015)                         |
| 2021 | I Need a Man Maria Mena                         | NO2 (13 Wo.)NO | Original: Trenger en mann von Staysman & Lazz + DJ Fistmagnet (2019)                   |
| 2021 | Alle gutta Arne Hurlen                          | NO31 (2 Wo.)NO | Original: Staysman & Lazz (2016)                                                       |
| 2021 | Hjem til deg Hkeem                              | NO29 (1 Wo.)NO | Original: Staysman & Lazz (2015)                                                       |
| 2021 | Ghettoparasitt Maria Mena                       | NO5 (6 Wo.)NO | Original: Hkeem (2018)                                                                 |
| 2022 | Shotgun Anna of the North                       | NO3 (7 Wo.)NO | Original: Tix (2018)                                                                   |
| 2022 | Tusen tårer Arif                                | NO40 (1 Wo.)NO | Original: Tix (2020)                                                                   |
| 2022 | Sov godt Tix                                    | NO37 (1 Wo.)NO | Original: Maj Britt Andersen (1994)                                                    |
| 2022 | Jente i Oslo Tix                                | NO3 (8 Wo.)NO | Original: Girl in Oslo von BigBang (2000)                                              |
| 2022 | Faller Stig Brenner                             | NO36 (2 Wo.)NO | Original: Falter von Jarle Bernhoft (2016)                                             |
| 2023 | Floden Emma Steinbakken                         | NO1 (53 Wo.)NO | Original: Bjørn Eidsvåg (2006, Platz 1)                                                |
| 2023 | Alt du vil ha Isah mit Maria Mena               | NO2 (18 Wo.)NO | Original: Bjørn Eidsvåg (1990)                                                         |
| 2023 | Eg ser Kristian Kristensen                      | NO10 (4 Wo.)NO | Original: Bjørn Eidsvåg (2008, Platz 13)                                               |